# قاعدة يوكوتا الجوية
قاعدة يوكوتا الجوية (بالإنجليزية: Yokota Air Base)‏ هي قاعدة عسكرية جوية مشتركة بين قوة الدفاع الذاتي الجوية اليابانية والقوات الجوية الأمريكية . تقع في مدينة فوسا بالعاصمة طوكيو.